# 桃園市大園區大園國民小學
桃園市大園國民小學，簡稱大園國小、大園國民小學，位於中華民國台灣桃園市大園區，是桃園市面積最大的國小

## 校史
- 1903年（明治36年），7月11日設置南崁公學校大坵園分校於大園街仁壽宮。
- 1906年（明治39年），4月1日獨立，稱為「大坵園公學校」。
- 1909年（明治42年），3月22日第一屆畢業典禮。
- 1921年（大正10年），4月24日改稱「大園公學校」。
- 1928年（昭和3年），4月29日竹圍分校獨立為「竹圍公學校」。
- 1941年（昭和16年），4月1日設立埔心分校。
- 1942年（昭和17年），4月1日附設高等科。
- 1943年（昭和18年），12月13日埔心分校獨立，稱「大原國民學校」。
- 1950年（民國39年），9月1日設立和平、潮音、內海、圳頭分教室。
- 1951年（民國40年），11月7日和平教室改稱為「大園國民學校溪海分校」。
- 1956年（民國45年），2月潮音分校獨立為「潮音國民學校」。
- 1957年（民國46年），6月20日溪海分校獨立為「溪海國民學校」。
- 1960年（民國50年），11月21日內海分校獨立為「內海國民學校」。
- 1963年（民國52年），3月1日圳頭分校獨立為「圳頭國民學校」。
- 1968年（民國57年），9月改稱為「大園國民小學」。
- 1969年（民國58年），9月接受聯合國世糧方案續辦營養午餐。
- 1973年（民國62年），4月起辦理學生營養午餐自立計劃。
- 1979年（民國68年），2月中正機場啟用，該校深受飛航噪音影響。
- 1982年（民國71年），10月衛生署環保局測噪音量，本校瞬間噪音90至100分貝。
- 1989年（民國78年），4月16日舉辦創校85週年校慶暨活動中心落成活動。
- 1993年（民國82年），10月12日原大園中心托兒所房舍修建門窗，並交由大園國小使用。
- 2002年（民國91年），3月收回軍方借用校地一筆，同年拆除地上物，正式納入校地管理。
- 2003年（民國92年），6月新建校門及警衛室完工驗收，新校門改向中山南路。
- 2004年（民國93年），1月慶祝創校百週年校慶，並舉行新校門落成、校史室落成及百週年紀念石碑揭碑儀式。
- 2007年（民國96年），4～5月進行「大園尖山遺址」試掘評估。
- 2008年（民國97年），3月桃園縣政府公告指定「大園尖山遺址」為縣定遺址。大園國小位於「大園尖山遺址」範圍內，是桃園台地上唯一較具規模且有代表性的遺址。
- 2008年（民國97年10月），運動場pu跑道重新整建。
- 2008年（民國97年12月），學生活動中心外牆地板重新整建，並於地下室設置體適能活動室。
- 2008年（民國97年12月），推動整合資訊融入教學，班班完成設置電子白板。
- 2012年（民國101年6月），G棟校舍完工啟用，供一、六年級教學使用。
- 2013年（民國101、102年），由G棟設置觸控電子白板後，其他全部校舍隨之裝置。
- 2014年（民國103年），12月25日桃園縣升格，校名改為桃園市大園區大園國民小學。
- 2018年 (民國107年)  ，飛行館啟用
- 2021年 (民國110年)  ，推動5G智慧學校，班班完成建置觸控顯示器。
- 2022年 (民國111年) ，九月獲頒數位學習精進方案生生用平板重點學校。

## 歷任校長
|          | 日治時期歷任校長 | 起訖時間          | 備 註 |
| -------- | ---------------- | ----------------- | ----- |
| 第一任   | 管野赫治 先生    | 1903年8月23日到任 |       |
| 第二任   | 河野常吉 先生    | 1907年9月17日到任 |       |
| 第三任   | 矢部恪 先生      | 1909年3月31日到任 |       |
| 第四任   | 蓼沼鐵之輔先生   | 1912年9月29日到任 |       |
| 第五任   | 中島壽當 先生    | 1921年3月31日到任 |       |
| 第六任   | 千田忠雄 先生    | 1924年6月21日到任 |       |
| 第七任   | 砂口衛夫 先生    | 1929年4月1日到任  |       |
| 第八任   | 細谷真一 先生    | 1932年8月21日到任 |       |
| 第九任   | 日隈勝隆 先生    | 1936年3月31日到任 |       |
| 第十任   | 美島行武美 先生  | 1938年3月31日到任 |       |
| 第十一任 | 遠矢弘志 先生    | 1940年7月4日到任  |       |
| 第十二任 | 富高庄市 先生    | 1943年3月31日到任 |       |
| 第十三任 | 岸野純一郎 先生  | 1944年3月31日到任 |       |
| 第十四任 | 佐藤重弼 先生    | 1945年3月31日到任 |       |

|          | 民國時期歷任校長 | 起訖時間                        | 備 註 |
| -------- | ---------------- | ------------------------------- | ----- |
| 第一任   | 徐張水流 先生    | 1945年11月15日 至 1946年2月25日 |       |
| 第二任   | 陳登林 先生      | 1946年2月25日 至 1945年11月11日 |       |
| 第三任   | 林元文 先生      | 1946年11月11日 至 1947年9月20日 |       |
| 第四任   | 黃媽峰先生       | 1947年9月20日 至 1967年9月29日  |       |
| 第五任   | 林宏亮先生       | 1967年9月29日 至 1975年8月14日  |       |
| 第六任   | 曾榮勳先生       | 1975年8月14日 至 1988年8月8日   |       |
| 第七任   | 黃金榜先生       | 1988年8月8日 至 1992年8月18日   |       |
| 第八任   | 蘇傳登先生       | 1992年8月18日 至 2000年8月1日   |       |
| 第九任   | 蘇焜郎先生       | 2000年8月1日 至 2007年7月31日   |       |
| 第十任   | 范國旺先生       | 2007年8月1日 至 2013年7月31日   |       |
| 代理     | 高鈺宸先生       | 2013年8月1日 至 2014年7月31日   |       |
| 第十一任 | 楊玄正先生       | 2014年8月1日 至 2021年1月19日   |       |
| 代理     | 黃國城先生       | 2021年1月20日 至 2021年7月31日  |       |
| 第十二任 | 劉燕霏 女士      | 2021年8月1日－                  |       |

## 外部連結
- 桃園市大園國民小學網站